# Ящук, Олег Ростиславович
Оле́г Ростисла́вович Ящу́к (укр. Олег Ростиславович Ящук; 26 октября 1977, Грибова, Тернопольская область) — украинский футболист, нападающий. Бо́льшую часть карьеры провёл в бельгийских клубах. На родине играл за тернопольский клуб «Нива». В Бельгии за «Андерлехт» и «Серкль Брюгге». В Греции за «Эрготелис». Четырёхкратный Чемпион Бельгии, двукратный обладатель Суперкубка Бельгии, обладатель Кубка Бельгийской Лиги, финалист Кубка Бельгии. Выступал за юношескую и молодёжную сборную Украины. Бронзовый призёр Юношеского чемпионата Европы.

## Биография
Олег Ящук рос в небольшом городе Лановцы, который находится в Тернопольской области современного государства Украина. Азы футбольной науки стал постигать там. В 12 лет перебрался во Львов, где поступил во Львовский спортинтернат. После его окончания выступал в третьелиговом футбольном клубе «Львов» и перволиговом клубе «Кристалл» (Чертков).

### «Нива» Тернополь
С 16 лет попадает в команду «Нива» (Тернополь), которая выступала в Высшей лиге Украины. В первом сезоне провёл 15 матчей, в основном выходя на замену и так и не забив ни одного гола, а его команда заняла 12 место.
Но в сезоне 1995-1996 Олег Ящук заставил о себе говорить во весь голос. В матче с «Динамо» (Киев) Олег отметился голом, а его команда победила 1:0. В Донецке, против местного «Шахтёра», 17-летний Олег Ящук отметился хет-триком, а его клуб сенсационно победил со счётом 4:2. Сезон Ящук закончил лучшим бомбардиром команды с 10 голами, а клуб во многом благодаря ему сохранил прописку в Высшей лиге Украины.
Тут же за молодым форвардом стали в очередь такие клубы как «Динамо» (Киев), «Черноморец» (Одесса), «Шахтёр», «Карпаты».
Но вдруг на тренировке произошла тяжёлая травма, были повреждены паховые кольца. У «Нивы» денег на операцию не было, а интерес других клубов угас. Тут карьера одного из самых перспективых форвардов Украины могла завершиться. Но вдруг подоспел бельгийский «Андерлехт».
| Статистика выступлений за «Ниву» Тернополь | Статистика выступлений за «Ниву» Тернополь | Статистика выступлений за «Ниву» Тернополь | Статистика выступлений за «Ниву» Тернополь | Статистика выступлений за «Ниву» Тернополь | Статистика выступлений за «Ниву» Тернополь |
| ------------------------------------------ | ------------------------------------------ | ------------------------------------------ | ------------------------------------------ | ------------------------------------------ | ------------------------------------------ |
| Сезон                                      | Чемпионат Украины Матчи/Голы               | Кубок Украины Матчи/Голы                   | Еврокубки Матчи/Голы                       | Всего Матчи / Голы                         |                                            |
| 1994/1995                                  | 15 / 0                                     | 2 / 0                                      | - / -                                      | 17 / 0                                     |                                            |
| 1995/1996                                  | 19 / 10                                    | 2 / 0                                      | - / -                                      | 21 / 10                                    |                                            |
| Итого                                      | 34 / 10                                    | 4 / 0                                      | 0 / 0                                      | 38 / 10                                    |                                            |

### «Андерлехт»
Бельгийский гранд заприметил Олега Ящука ещё на юношеском чемпионате Европы, прошедшем в 1994 году в Ирландии, на котором Ящук в составе украинской сборной сыграл против бельгийцев и отметился голом. Клуб согласился оплатить операцию и выкупить игрока. Операция прошла успешно и Олег восстановился уже через 3 месяца. Наставник «Андерлехта» Ханс Боскамп доверял молодому игроку и стал выпускать Олега на поле, но снова произошла травма. В конце сезона «Андерлехт» занял низкое 4 место и проиграл финал Кубка Бельгии, в котором Ящук вышел на замену. Следующий полноценный сезон он полностью восстановился от травмы и хоть сыграл не так много, зато сыграл в еврокубках и забил 2 гола. В том же евросезоне Олег погостил в Полтаве, сыграв против местного клуба «Ворскла». В сезоне 1998—1999 Ящук провёл один из лучших сезонов в «Андерлехте», травмы практически не беспокоили и ему удалось забить в чемпионате 11 голов. Следующие 2 сезона опять преследовали травмы и Олег чередовал выходы на поле и лазарет. В клубе появлялись новые форварды, конкуренты. Руководство начало подыскивать более надёжных игроков, но Ящук оставался в команде, ведь все помнили его прекрасный футбол.
Пер Зеттеберг:— «Поражаюсь характеру Олега - столько раз ложиться под нож, но всегда с одинаковым упорством, настойчивостью и мотивацией бороться за возвращение в строй... И ведь Ящук добивается своего!» 
Ящук каждый раз восстанавливался и снова пробивался в основу, хотя конкурентами в то время у него были Ян Коллер, Томаш Радзински, Аруна Диндане, Ивица Морнар, Ненад Йестрович, Кристиан Вильхельмсон. С 2003 года Ящук избегает травм и в целом проводит неплохой сезон, весомо поучаствовал в чемпионстве, и клуб решил продлить контракт до 2006 года. Следующий сезон так же прошёл неплохо, он сыграл 6 игр в Лиге Чемпионов и забил единственный гол команды «Вердеру». В сезоне 2005/06 Ящука снова мучали травмы, да и конкуренция в составе была большая. Ещё зимой 2005 года Олег известил руководство, что не собирается продлевать контракт с клубом. Руководство не возражало и Олег начал искать себе новый клуб.
| Статистика выступлений за «Андерлехт» | Статистика выступлений за «Андерлехт» | Статистика выступлений за «Андерлехт» | Статистика выступлений за «Андерлехт» | Статистика выступлений за «Андерлехт» | Статистика выступлений за «Андерлехт» |
| ------------------------------------- | ------------------------------------- | ------------------------------------- | ------------------------------------- | ------------------------------------- | ------------------------------------- |
| Сезон                                 | Чемпионат Бельгии Матчи/Голы          | Кубок Бельгии Матчи/Голы              | Еврокубки Матчи/Голы                  | Всего Матчи / Голы                    |                                       |
| 1996/97                               | 12 / 2                                | 4 / 5                                 | 1 / 0                                 | 17 / 7                                |                                       |
| 1997/98                               | 12 / 3                                | 2 / 0                                 | 6 / 2                                 | 20 / 5                                |                                       |
| 1998/99                               | 27 / 11                               | 0 / 0                                 | 3 / 0                                 | 30 / 11                               |                                       |
| 1999/00                               | 2 / 0                                 | 2 / 0                                 | 0 / 0                                 | 4 / 0                                 |                                       |
| 2000/01                               | 8 / 0                                 | 0 / 0                                 | 5 / 0                                 | 13 / 0                                |                                       |
| 2001/02                               | 9 / 1                                 | 1 / 0                                 | 7 / 1                                 | 17 / 2                                |                                       |
| 2002/03                               | 0 / 0                                 | 0 / 0                                 | 0 / 0                                 | 0 / 0                                 |                                       |
| 2003/04                               | 20 / 9                                | 4 / 0                                 | 2 / 0                                 | 26 / 9                                |                                       |
| 2004/05                               | 21 / 5                                | 2 / 1                                 | 6 / 1                                 | 29 / 7                                |                                       |
| 2005/06                               | 8 / 0                                 | 0 / 0                                 | 2 / 0                                 | 10 / 0                                |                                       |
| Итого                                 | 119 / 31                              | 15 / 6                                | 32 / 4                                | 166 / 41                              |                                       |

### «Эрготелис»
Оказалось, что у игрока нет своего агента, что удивительно для игрока, так долго игравшего за границей. В интервью он говорил об интересе со стороны какого-то середняка из Голландии, а в итоге в конце сезона подписал контракт на один год с греческим новичком высшего дивизиона «Эрготелисом».
Прошедший сезон для Ящука оказался весьма неоднозначным, а тренерский штаб «Эрготелиса» зачастую использовал украинского нападающего в качестве правого полузащитника. Также была проблема для семьи Ящука — на острове, где они жили, не было европейской школы, ещё и в придачу клуб не выполнял всех финансовых требований…
—  Мы живём на острове, где люди не привыкли работать. Это перенеслось и на команду. Многие игроки крайне ленивы. В «Андерлехте» мы всегда бегали пять-десять минут после тренировки. Тут же один круг пробежали и говорят: всё, надо прекращать. В последнее время проигрываем один матч за другим. Нагрузок практически нет, а когда у тебя ничего нет в ногах, то как можно играть?

Плюс ко всему меня обманули во время переговоров. Обещали, что тут есть европейская школа для моей старшей дочери. Я приехал с семьёй, и оказалось, что подходящей школы нет. Так что если будет возможность вернуться в Европу зимой, я ею воспользуюсь. Если не получится, покину Грецию после завершения действия контракта — летом. 
Весь сезон его почти не мучали травмы, он был основным, проведя 26 матчей и забив 3 мяча. Клуб сберёг место в высшем дивизионе, но по окончании сезона Ящук захотел вернуться в Бельгию.
| Сезон     | Чемпионат Греции Матчи/Голы | Кубок Греции Матчи/Голы | Всего Матчи / Голы |
| 2006/2007 | 26 / 3                      | 0 / 0                   | 26 / 3             |

### «Серкль Брюгге»
В 2007 году Олег Ящук подписывает двухлетний контракт с середняком бельгийского чемпионата «Серкль Брюгге». В «Серкль Брюгге» уже играл другой украинец Сергей Серебренников, а тренером команды был бывший партнёр по «Андерлехту», а ныне тренер Глен де Бук.
Сергей Серебренников:— Расскажу занятный факт. Случайно встретил в прошлом году Олега, тогда ещё безработного, в аэропорту. Говорю ему, мол, иди к нам. «Я бы пошёл, если бы тренер позвал», — ответил Ящук. И тут же на его мобильный звонит Глен де Бук. «Олег, ты нам нужен», — говорит! 
В «Серкль Брюгге» Ящук обрёл вторую молодость. Его клуб-середняк весь чемпионат боролся за место в квалификации Лиги Чемпионов. В первом круге Ящук выдал прекрасную игру, постоянно попадая во всевозможные сборные тура. Во втором круге последствия травмы не дали ему проявить все свои возможности. Но Ящук успешно играл в подыгрыше новым звёздам бельгийского футбола Тому де Суттеру и Стийну де Смету. Во втором круге «Серкль Брюгге» немного сдал позиции и в итоге финишировал четвёртым. Этого не хватило для попадания в Кубок УЕФА, а от участия в Кубке Интертото клуб отказался — слишком опасным был бы ранний старт сезона. В Кубке Бельгии «Серкль Брюгге» в 1/8 переиграл соседей из «Брюгге». А в 1/4 в первом матче был разгромлен «Стандард» из Льежа, но в ответном матче «Стандард» переиграл «Серкль Брюгге» с нужным счётом 4-0. В итоге сезон Ящук закончил лучшим бомбардиром команды, вместе с Томом де Суттером и Стийном де Сметом забив 10 голов. Бюджет клуба был увеличен. Руководство клуба хотело во втором сезоне подтвердить неслучайность прошлогоднего успеха. Однако первый круг клубу не удался — до еврокубковой зоны так и не дотянулись. Ящук стабильно играл и забивал. В выездном матче против своего бывшего клуба «Андерлехта» ему удался дубль, который обеспечил клубу победу 2-1. Второй гол стал для него юбилейным — 50-м в бельгийской Jupiler League. Тренер «Серкль Брюгге» Глен де Бук в основном выбирал тактику 4-3-3, в которой Ящук занимал позицию левого форварда. В начале 2009 года Ящук продлил контракт до 2013 года. У него были предложения от «Локерена» и «Гента», но лучший бомбардир команды выбрал «Серкль Брюгге».
— Я чувствую себя здесь хорошо. Финансовая составляющая здесь не была главной. Здесь у меня есть поддержка тренера и уважение партнёров. 
Интересно, что после подписания контракта с «Серкль Брюгге» Ящук продолжает жить в Брюсселе и каждый день ездит на клубной машине Renault Koleos на тренировки и игры в Брюгге, дорога туда и обратно занимает примерно 2 часа.
Ящук избавился от хронических травм не без помощи своего партнёра по команде Сергея Серебренникова. Он посоветовал съездить в Антверпен к его знакомому врачу, который лечил игроков итальянского «Милана», а также приезжал в Киев помогать Андрею Несмачному. Благодаря системе специальных упражнений, а также разумных нагрузок на Ящука со стороны тренера команды, он перестал отвечать прозвищу человек-травма. Интересно, что на Украине его в одно время прозвали «Бельгийский пациент». 2 апреля 2012 года положив начало разгрому «Мехелена», в первом туре бельгийского плей-офф за место в лиге Европы, забил 100 гол на высшем уровне.
| Статистика выступлений за «Серкль Брюгге» | Статистика выступлений за «Серкль Брюгге» | Статистика выступлений за «Серкль Брюгге» | Статистика выступлений за «Серкль Брюгге» | Статистика выступлений за «Серкль Брюгге» | Статистика выступлений за «Серкль Брюгге» |
| ----------------------------------------- | ----------------------------------------- | ----------------------------------------- | ----------------------------------------- | ----------------------------------------- | ----------------------------------------- |
| Сезон                                     | Чемпионат Бельгии Матчи/Голы              | Кубок Бельгии Матчи/Голы                  | Еврокубки Матчи/Голы                      | Всего Матчи / Голы                        |                                           |
| 2007/08                                   | 27 / 10                                   | 3 / 0                                     | 0 / 0                                     | 30 / 10                                   |                                           |
| 2008/09                                   | 31 / 12                                   | 5 / 0                                     | 0 / 0                                     | 36 / 12                                   |                                           |
| 2009/10                                   | 18 / 6                                    | 1 / 0                                     | 0 / 0                                     | 19 / 6                                    |                                           |
| Итого                                     | 76 / 28                                   | 9 / 0                                     | 0 / 0                                     | 85 / 28                                   |                                           |

### «Вестерло»
В январе 2013 года подписал контракт на полтора года с одним из лидеров второго дивизиона чемпионата Бельгии «Вестерло»..

### Сборная Украины
В составе юношеской сборной Украины на чемпионате Европы среди футболистов младше 17 лет, прошедшем в 1994 году в Ирландии занял третье место, его партнёрами в той сборной были Сергей Перхун, Сергей Валяев, Геннадий Зубов и другие. Всего же в юношеской сборной сыграл 4 матча и забил 3 гола. Затем была сборная до 18 лет, в которой он провёл 6 матчей, забив 2 гола, а партнёром по атаке был Андрей Шевченко. В 1998 и 1999 годах играл за молодёжную сборную до 21 года, в которой сыграл 3 матча и забил 2 гола.
В национальную сборную из-за постоянных травм не вызывался, но когда травмы практически исчезли на него обратил внимание тренер национальной сборной Украины Олег Блохин, он вызвал Ящука на матч со сборной Македонии, который должен был состояться 31 марта 2004 года. Но оказалось, что Ящук уже принял бельгийское гражданство и из-за особенностей украинского законодательства, запрещающего двойное гражданство, его тогдашний клуб «Андерлехт» выслал факс с копией его бельгийского паспорта и не пожелал отпускать игрока. В дальнейшем Олег Блохин связывался с Ящуком, но он отказался от вызова в сборную мотивируя это тем, что ещё не набрал оптимальной формы. В том же 2004 году Ящука хотел получить в свою команду тренер сборной Бельгии Эйми Энтенис и вызвал его на матч со сборной Франции, но узнав, что Олег уже был заигран за украинскую молодёжку, был вынужден отказаться от своих намерений.
—  Я всегда рвался играть за национальную сборную своей страны, и никогда не отказывался от этой чести. Другое дело, что обстоятельства оказались выше. На тот момент, когда я принял бельгийское гражданство, только-только начал восстанавливаться после своей пятой серьёзной операции и не питал особых иллюзий по поводу успешного продолжения карьеры. Но так уж получилось, что я вернулся в строй и провёл довольно удачный период в «Андерлехте». После этого на меня снова обратили своё внимание наставники жёлто-синей дружины, помочь которой я, увы, уже не мог. 

## Достижения

### Клубные
- Чемпион Бельгии (4): 1999/00, 2000/01, 2003/04, 2005/06
- Обладатель Суперкубка Бельгии (2) : 2000, 2001
- Обладатель Кубка Бельгийской Лиги (1) : 2000
- Финалист Кубка Бельгии (2) : 1997, 2010

### В сборной Украины
- Бронзовый призёр Юношеского чемпионата Европы : 1994[24]

### Индивидуальные
- Самый молодой (17 лет 272 дня) автор хет-трика в истории Высшей лиги Украины[25]
- Игрок сезона ФК «Серкль Брюгге»: 2008 и 2009 года
- Вошёл в список ТОП-100 по версии журнала Foot Magazine 2009 года[26]
- Член символического Клуба «100» украинских бомбардиров имени Олега Блохина: 102 забитых мяча[27].

## Сотый гол в карьере
В первом выездном матче плей-офф бельгийского чемпионата «Серкль Брюгге» против «Мехелена» — 3:0, мяч, забитый на 12-й минуте в ворота «малинцев» стал сотым в карьере на высшем уровне для украинского форварда брюссельцев Олега Ящука.— 8 апреля 2012 года
.

## Личная жизнь
Олег Ящук женат на бельгийке, жену зовут Мюрель, у него двое детей, дочки Аделин (2000) и Лерин (2003), занимаются теннисом. Дома Олег разговаривает с ними на украинском языке, хотя французский они знают лучше. Также ещё с 2001 года в 15 минут езды от дома проживают родители Олега.
Свободное время часто проводит на рыбалке вместе с Сергеем Серебренниковым.